# Наср ибн Мухаммад
Абуль-Джуйюш Наср ибн Мухаммад (араб. أبو الجيوش نصر بن محمد‎) (2 ноября 1287, Гранада, Андалусия, — 16 ноября 1322, Гуадис, Андалусия) — четвёртый эмир Гранады из династии Насридов, правивший с 1309 по 1314 год.

## Биография
Наср родился в городе Гранада в 1257 году, его родителями были Мухаммад II аль-Факих и его наложница христианского происхождения. 14 марта 1309 года, пользуясь непопулярностью своего брата, Наср свергает его. Политика Мухаммада III привела к союзу трёх государств (Кастилия и Леон, Арагон и государство Маринидов) против одной Гранады. Восстаёт Сеута, в результате в город входят войска Маринидов. В конце июля 1309 года войсками Фердинанда IV, короля Кастилии был полностью осаждён с суши гранадский город Альхесирас. Помощь к осаждённым приходит лишь с моря из Гибралтара. Чтобы прекратить снабжение города, Фердинанд IV берёт Гибралтар 12 сентября того же года. Параллельно этому арагонцы осаждают Альмерию. Взятие же Гибралтара не помогает кастильцам в осаде Альхесираса, погодные условия в виде затопления сооружённых траншей и подкопов, а также сильных ветров и эпидемий затягивали военные действия. В результате осада была по договору снята, но с выплатой Насром 500 000 дублонов и отдачей кастильцам округов Кесада и Бедмар около Хаэна. Альхесирас же и Ронда перешли к Маринидам по ранее скреплённому женитьбой сестры Насра и султана Маринидов договору за военную помощь гранадцам.
В 1314 году представитель боковой линии Насридов Исмаил I в ходе восстания захватил Гранаду, оставив Насру только Гуадис, где тот и умер от инсульта в 1322 году.

## Семья
Наср был сыном второго эмира Гранады Мухаммада II аль-Факиха и сводным братом третьего эмира Мухаммада III.